# Saint-Macaire-du-Bois
Saint-Macaire-du-Bois é uma comuna francesa na região administrativa da Pays de la Loire, no departamento de Maine-et-Loire. Estende-se por uma área de 13,06 km². Em 2010 a comuna tinha 458 habitantes (densidade: 35,1 hab./km²).